# 功夫鞋
功夫鞋，又稱唐鞋或伯父鞋，最早出现于清末民初，經典的造型為黑面白底，現已不甚流行，偶爾看見老年人穿其打拳练功，故名。